# 法爾克峰

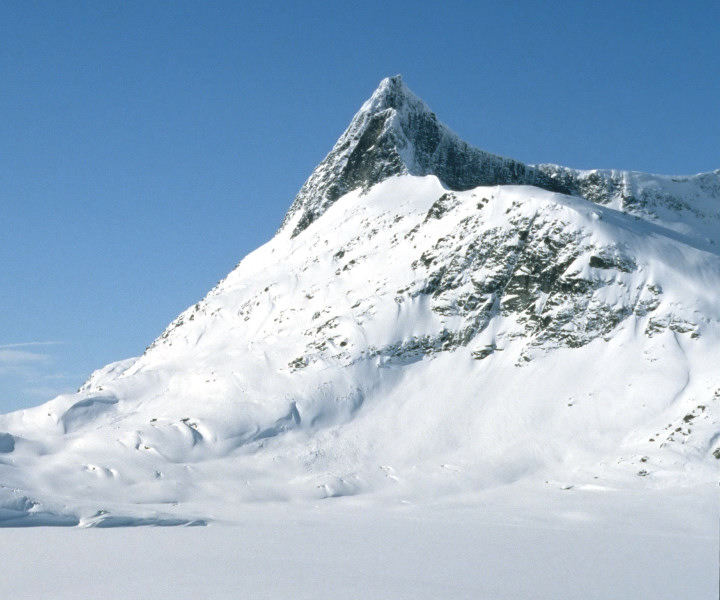

法爾克峰是挪威的山峰，位於該國西南部韋斯特蘭郡，處於奧達爾，距離首都奧斯陸220公里，屬於尤通黑門山脈的一部分，海拔高度2,067米，受凍原氣候影響。